# تپه برآفتاب ۲ پریوه
تپه برآفتاب ۲ پریوه (هـ ۹۸) مربوط به دوره اشکانیان است و در شهرستان هرسین، غرب برآفتاب ۱ واقع شده و این اثر در تاریخ ۲۴ فروردین ۱۳۸۲ با شمارهٔ ثبت ۸۱۳۴ به‌عنوان یکی از آثار ملی ایران به ثبت رسیده است.